# Franciszek de Guise
Franciszek de Guise (ur. 17 lutego 1519, Bar-le-Duc, zm. 24 lutego 1563, Cernay, Saint-Pryvé-Saint-Mesmin lub Saint-Hilaire-Saint-Mesmin) – drugi książę de Guise.

## Życiorys
Syn Klaudiusza Lotaryńskiego, urodził się na zamku w Bar-le-Duc. Towarzysz dzieciństwa króla Francji, Henryka II. Wuj Marii Stuart. Poślubił Annę d'Este, po matce wnuczkę króla Francji Ludwika XII, a córkę Herkulesa II d'Este, księcia Ferrary, Modeny i Reggio, oraz Renée de France.
Wódz armii francuskiej, zajął Neapol i zdobył Calais z rąk Anglików w 1557.
Odegrał decydującą rolę w pacyfikacji tumultu w Amboise w marcu 1560. Gwizjusz wymógł wówczas na małoletnim królu nominację na generalnego namiestnika królestwa na czas zamieszek i zadecydował o egzekucji wszystkich schwytanych buntowników protestanckich.
W wyniku nacisku hugenotów Katarzyna Medycejska w styczniu 1562 wydała edykt tolerancyjny, który m.in. zezwalał na prywatne odprawianie obrzędów protestanckich. 1 marca 1562 Franciszek de Guise nakazał masakrę protestantów w miasteczku Wassy w Szampanii, którzy odprawiali publicznie, wbrew edyktowi, nabożeństwa protestanckie. Prowokacja ta skłoniła księcia Kondeusza do wyruszenia na czele szlachty protestanckiej na Paryż. W odpowiedzi Franciszek de Guise, Anne de Montmorency i marszałek de Saint-André zawiązali triumwirat kierujący siłami katolickimi. Rozpoczęła się pierwsza wojna religijna. W bitwie pod Dreux 19 grudnia 1562 Franciszek de Guise pokonał wojska Kondeusza (w bitwie zginął marszałek de Saint-André). Franciszek de Guise rozpoczął oblężenie Orleanu, jednak w jego trakcie zginął z rąk skrytobójcy Jeana de Poltrot.